# City Golf
City Golf est une localité balnéaire uruguayenne du département de Canelones, rattachée à la municipalité de Atlántida.

## Localisation
Elle se situe au sud du département de Canelones, à proximité de la Ruta Interbalnearia entre les stations balnéaires de Villa Argentina et Atlántida – au sud – et la localité de Estación Atlántida – au nord.

## Population
Ce tableau montre l'évolution de la population entre 1985 et 2011,.
| Année | Population |
| ----- | ---------- |
| 1985  | 216        |
| 1996  | 616        |
| 2004  | 854        |
| 2011  | 1 104      |

## Source
- (es) Cet article est partiellement ou en totalité issu de l’article de Wikipédia en espagnol intitulé « City Golf » (voir la liste des auteurs).